# اللغات الفريزية
اللغة الفريزية (بالفريزية : Frysk) هي لغة جرمانية غربية متحدثة في فريزلاند شمالي هولندا، و في شمال غربي ألمانيا (فريزيا الشمالية وزاترلاند).

## عدد الناطقين بها
- العدد الإجمالي : بين 340.000 و 472.000.
- شمال هولندا : بين 340.000 و 460.000.
- شمال غربي ألمانيا : بين 10.000 و 12.000.

## وضعها الرسمي
- لغة رسمية في محافظة فريزلاند (هولندا).
  - لغة معترف بها رسمياً في ألمانيا.

## الشرح
تستخدم هذه اللغة في ثلاثة مناطق متباعدة عن بعضها، وفي كلٍ منطقة منها هناك مجموعة من اللهجات الفريزية، وهي:
- الغربية في مقاطعات هولندا فريزلاند وخرونينغن.
- الشرقية في بلدية زاترلاند، مديرية كلوبنبرغ، سكسونيا السفلى.
- الشمالية في فريزيا الشمالية.

من الفروق الكبيرة بين تلك اللهجات أنه يصعب فهمها فيما بين الناطقين بها، فإنه يمكن اعتبار كلٍ منها لغة مختلفة عن الأخرى، ولكن هذا لا يعبّر عن شعور السكان الفريزيين، فهم يعتبرون أنفسهم كجزء من نفس المجموعة الثقافية وتربطهم علاقات فيما بينهم. إن التطورات التاريخية تبين سبب انحسار شيوع اللغة الفريزية.
قال الباحث الأمريكي إيان بوروما في سنة 1956 اندلعت المظاهرات في إقليم فريزلاند شمالى هولندا. وكانت الاضطرابات قد بدأت حين رفض أحد القضاة سماع شهادة طبيب بيطري محلي باللغة الفريزية. وكان القاضي معذوراً في ذلك لعدم معرفته اللغة، إذ كانت الهولندية هي لغة المعاملات الرسمية والأمور العامة في فريزلاند. كانت فكرة الفريزية كلغة قومية من نتاج رومانسية القرن التاسع عشر، بعد أن ظلت لا تستخدم في دواوين الحكومة والمدارس والكنائس مئات السنين. وظهرت اللغة من جديد في أوائل القرن التاسع عشر من خلال تشجيع الشعراء الشعبيين لها كلغة قومية، و في سنة 1937 سمح بتدريسها في التعليم الابتدائي، ثم في التعليم العالي سنة 1980.

## وصلات خارجية
- تعلم اللغة الفريزية
- موقع يهتم باللغة الفريزية